# Thomas Plößel
Thomas Plößel (Oldenburgo, 29 de abril de 1988) es un deportista alemán que compite en vela en la clase 49er.
Participó en dos Juegos Olímpicos de Verano, obteniendo dos medallas de bronce en la clase 49er, en Río de Janeiro 2016 y Tokio 2020 (ambas junto con Erik Heil).
Ganó dos medallas en el Campeonato Mundial de 49er, plata en 2019 y bronce en 2020, y dos medallas en el Campeonato Europeo de 49er, oro en 2014 y plata en 2015.

## Palmarés internacional
| \| Juegos Olímpicos \| Juegos Olímpicos \| Juegos Olímpicos \| Juegos Olímpicos \| \| Año \| Lugar \| Medalla \| Clase \| \| ------------------ \| ------------------------ \| ----------------- \| ---------------- \| \| 2016 \| Río de Janeiro (Brasil) \| Medalla de bronce \| 49er \| \| 2020 \| Tokio (Japón) \| Medalla de bronce \| 49er \| \| Campeonato Mundial \| \| \| \| \| Año \| Lugar \| Medalla \| Clase \| \| 2019 \| Auckland (Nueva Zelanda) \| Medalla de plata \| 49er \| \| 2020 \| Geelong (Australia) \| Medalla de bronce \| 49er \| \| Campeonato Europeo \| \| \| \| \| Año \| Lugar \| Medalla \| Clase \| \| 2013 \| Aarhus (Dinamarca) \| Medalla de plata \| 49er \| \| 2014 \| Helsinki (Finlandia) \| Medalla de oro \| 49er \| |                          |                   |       |
| Juegos Olímpicos |                          |                   |       |
| Año | Lugar                    | Medalla           | Clase |
| 2016 | Río de Janeiro (Brasil)  | Medalla de bronce | 49er  |
| 2020 | Tokio (Japón)            | Medalla de bronce | 49er  |
| Campeonato Mundial |                          |                   |       |
| Año | Lugar                    | Medalla           | Clase |
| 2019 | Auckland (Nueva Zelanda) | Medalla de plata  | 49er  |
| 2020 | Geelong (Australia)      | Medalla de bronce | 49er  |
| Campeonato Europeo |                          |                   |       |
| Año | Lugar                    | Medalla           | Clase |
| 2013 | Aarhus (Dinamarca)       | Medalla de plata  | 49er  |
| 2014 | Helsinki (Finlandia)     | Medalla de oro    | 49er  |